# Myť vesny. Dzvinkyj viter live

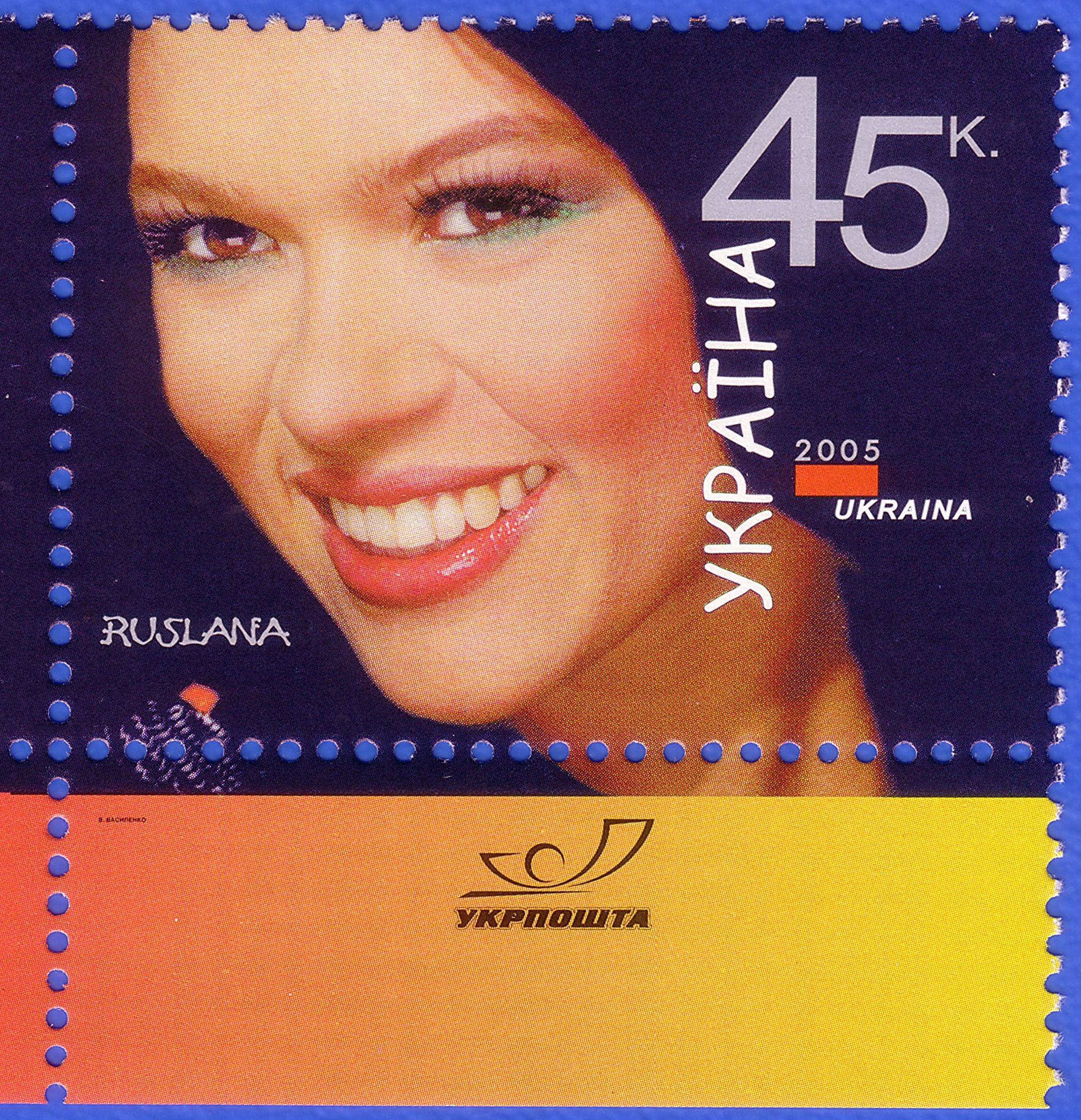
Ruslana na ukrajinské známce

Myť vesny. Dzvinkyj viter live (ukrajinsky Мить весни. Дзвінкий вітер live) je debutové album Ruslany.
Jedná se o dvojalbum. První je studiové Myť vesny a druhé koncertní album Dzvinkyj viter live.

## O albu
Album Myť vesny. Dzvinkyj viter live obsahuje písně z rozsáhlého projektu Ruslany nazvaného Dzvinkyj viter, který byl spuštěn v roce 1996. Jeho cílem bylo získat finanční prostředky na rekonstrukci starých hradů a zámků (Pidhorec'kyj zamok, Oles'kyj zamok, Svirz'kyj zamok, Zoločivs'kyj zamok) a propagovat živý zvuk na koncertech bez playbacku.
Album bylo znovu vydáno v roce 2004.

## Seznam skladeb
| Myť vesny | Myť vesny            | Myť vesny                            | Myť vesny             | Myť vesny |
| Pořadí    | Název                | Autor                                | Název v ukrajinštině  | Délka     |
| --------- | -------------------- | ------------------------------------ | --------------------- | --------- |
| 1.        | Vesňana introdukcija |                                      | „Весняна інтродукція“ | 1:31      |
| 2.        | Myť vesny            | A. Ksenofontov, K. Kuzněcov, Ruslana | „Мить весни“          | 5:16      |
| 3.        | Svitanok             | A. Ksenofontov, Ruslana              | „Світанок“            | 3:53      |
| 4.        | Svitlo i tiň         | A. Ksenofontov, Ruslana              | „Світло і тінь“       | 2:56      |
| 5.        | Ostanňa podorož      | A. Kryvuta, A. Ksenofontov, Ruslana  | „Остання подорож“     | 4:14      |
| 6.        | Balada pro pryncesu  | A. Kryvuta, A. Ksenofontov, Ruslana  | „Балада про принцесу“ | 5:01      |
| 7.        | Ščasťa               | A. Kryvuta, A. Ksenofontov, Ruslana  | „Щастя“               | 3:38      |
| 8.        | Ty                   | A. Kryvuta, A. Ksenofontov, Ruslana  | „Ти“                  | 4:05      |
| 9.        | Tik-Tak (kolyskova)  | A. Kryvuta, Ruslana                  | „Тік-Так (колискова)“ | 5:07      |

| Dzvinkyj viter live | Dzvinkyj viter live           | Dzvinkyj viter live                           | Dzvinkyj viter live            | Dzvinkyj viter live |
| Pořadí              | Název                         | Autor                                         | Název v ukrajinštině           | Délka               |
| ------------------- | ----------------------------- | --------------------------------------------- | ------------------------------ | ------------------- |
| 10.                 | Vam i ne snylosja (live)      | R. Tahor, Překlad A. Ksenofontov, O. Rybnikov | „Вам і не снилося (live)“      | 2:35                |
| 11.                 | Ostanňa podorož (live)        |                                               | „Остання подорож (live)“       | 4:42                |
| 12.                 | Ty (live)                     |                                               | „Ти (live)“                    | 4:05                |
| 13.                 | Svitanok (live)               |                                               | „Світанок (live)“              | 3:37                |
| 14.                 | Try tysjači rokiv tomu (live) | A. Kryvuta, Ruslana                           | „Три тисячі років тому (live)“ | 2:01                |
| 15.                 | Vtračenyj raj (live)          | A. Kryvuta, P. Hrabovs'kyj                    | „Втрачений рай (live)“         | 4:21                |
| 16.                 | Polum'ja došču (live)         | A. Kaprins'kyj, Ruslana                       | „Полум'я дощу (live)“          | 3:33                |
| 17.                 | Luna (Vidlunňa) (live)        | A. Kryvuta, Ruslana                           | „Луна (Відлуння) (live)“       | 4:42                |
| 18.                 | Balada pro pryncesu (live)    |                                               | „Балада про принцесу (live)“   | 4:20                |
| 19.                 | Oj, letily dyki husy          | J. Rybčyns'kyj, I. Poklad                     | „Ой, летіли дикі гуси“         | 3:14                |
| Celková délka:      | Celková délka:                | Celková délka:                                | Celková délka:                 | 70:03               |

## Žebříčky

### Album
| Země     | Žebříček                             | Vrchol |
| -------- | ------------------------------------ | ------ |
| Ukrajina | UMKA July 2004                       | 2      |
| Ukrajina | UMKA The frist half of the year 2004 | 2      |
| Ukrajina | UMKA The best of 2004                | 2      |
| Ukrajina | UMKA The best of pop-CDs of 2005     | 3      |
| Ukrajina | UMKA The first-half of 2005          | 5      |
| Ukrajina | UMKA The second-half of 2005         | 13     |
| Ukrajina | UMKA The best of the best 2005       | 7      |
| Ukrajina | UMKA The best of the best 2006       | 30     |

### Jednotlivé písně
| Singl      | Žebříček                        | Vrchol |
| ---------- | ------------------------------- | ------ |
| „Svitanok“ | Ukraine Top 40                  | 1      |
| „Svitanok“ | Euro-Pop-Folk Chart www.mp3.com | 1      |